# Potentiaaltheorie
In de wiskunde en de wiskundige natuurkunde is de potentiaaltheorie de studie van harmonische functies.
De term "potentiaaltheorie" werd bedacht in de 19e-eeuwse natuurkunde toen men zich realiseerde dat twee fundamentele natuurkrachten die op dat moment bekend waren, namelijk de zwaartekracht en de elektrostatische kracht, gemodelleerd konden worden met behulp van functies die de zwaartekrachtpotentiaal en de elektrostatische potentiaal werden genoemd en die beide voldoen aan de poissonvergelijking, in het vacuüm, de laplace-vergelijking.
Er is een aanzienlijke overlap tussen de potentiaaltheorie en de theorie van de poissonvergelijking, in die mate dat het onmogelijk is om een onderscheid te maken tussen deze twee gebieden. Het verschil is meer een kwestie van nadruk dan van onderwerp en berust op het volgende onderscheid: potentiaaltheorie richt zich op de eigenschappen van de functies in tegenstelling tot de eigenschappen van de vergelijking. Een resultaat over de singulariteiten van harmonische functies zou bijvoorbeeld gezegd worden tot de potentiaaltheorie te behoren, terwijl een resultaat over hoe de oplossing afhangt van de grensgegevens gezegd zou worden tot de theorie van de laplace-vergelijking te behoren. Dit is geen hard en snel onderscheid, en in de praktijk is er een aanzienlijke overlap tussen de twee gebieden, waarbij methoden en resultaten van het ene worden gebruikt in het andere.
Moderne potentiaaltheorie is ook nauw verbonden met de kansrekening en de theorie van markovketens. In het continue geval is dit nauw verbonden met analytische theorie. In het geval van de eindige toestandsruimte kan dit verband worden geïntroduceerd door een elektrisch netwerk op de toestandsruimte te introduceren, met een weerstand tussen punten omgekeerd evenredig met overgangskansen en dichtheden evenredig met potentialen. Zelfs in het eindige geval heeft de analoga I-K van de laplaciaan in de potentiaaltheorie zijn eigen maximumprincipe, uniciteitsprincipe, evenwichtsprincipe en andere.

## Ruimtes van harmonische functies
Aangezien de Laplacevergelijking lineair is, is de verzameling harmonische functies gedefinieerd op een gegeven domein in feite een vectorruimte. Door geschikte normen en/of inwendige producten te definiëren, kan men verzamelingen van harmonische functies verkrijgen die hilbert- of banachruimten vormen. Op deze manier verkrijgt men ruimten zoals de hardyruimte, blochruimte, bergmanruimte en sobolev-ruimte.